# آنا ولوشنا
آنا ولوشنا (اوکراینی: Анна В'ячеславівна Волошина؛ زادهٔ ۲۶ سپتامبر ۱۹۹۱) اهل اوکراین است.

## حرفه
ولوشنا از شناگران موزون در مسابقات جهانی ورزش‌های آبی ۲۰۱۱، ۲۰۱۳ و ۲۰۱۵ بوده است که در المپیک تابستانی ۲۰۱۶ نیز حضور داشت.